# Catocala fulvipennis
Catocala fulvipennis är en fjärilsart som beskrevs av W. Warren 1913. Catocala fulvipennis ingår i släktet Catocala och familjen nattflyn. Inga underarter finns listade i Catalogue of Life.